# Consejo Nacional para la Defensa de la Democracia - Fuerzas para la Defensa de la Democracia
El Consejo Nacional para la Defensa de la Democracia - Fuerzas para la Defensa de la Democracia (en idioma francés: Conseil National Pour la Défense de la Démocratie–Forces pour la Défense de la Démocratie) (siglas CNDD–FDD) es el partido político en el poder actual en Burundi. Durante la guerra civil de Burundi, el CNDD-FDD fue el grupo rebelde más importante y activo de la etnia Hutu. En marzo de 2012, Pascal Nyabenda fue elegido presidente de CNDD-FDD.

## Historia
Tras el estallido de la guerra civil en 1993, el CNDD-FDD firmó un tratado de paz con el gobierno controlado por la etnia Tutsi y luego en 2005 alcanzó el poder tras ganar las elecciones. Entre 2002 y 2008, la organización Llamamiento de Ginebra involucró tanto al CNDD-FDD y como al Partido para la Liberación del Pueblo Hutu–Fuerzas Nacionales de Liberación (PALIPEHUTU-FNL) en la prohibición de las minas antipersonales. El PALIPEHUTU-FNL posteriormente también se convirtió en un partido político.
En 2003 el movimiento firmó una Escritura de Compromiso prohibiendo las minas antipersonales. Al llegar al poder, el Llamamiento de Ginebra controló la aplicación de la Convención sobre la Prohibición de las Minas. En 2008 se destruyeron 664 minas antipersonales, incluyendo, las reservas del CNDD-FDD y el Ejército de Burundi.
El partido posee mayoría parlamentaria en el Senado de Burundi y la Asamblea Nacional de Burundi desde las elecciones de 2005.
En general, del CNDD-FDD proviene de la región sur de la provincia de Bururi, mientras que el apoyo al otro partido hutu, PALIPEHUTU-FNL, proviene más de la región central de la provincia de Muramvya y el lago Tanganyika.

### Crisis política de 2015
Pierre Nkurunziza es el presidente de Burundi después de que fue elegido por primera vez en 2005 y reelegido en 2010. El 25 de abril de 2015 el presidente anunció que se volvería a presentar a las elecciones presidenciales de Burundi de 2015 para mantener el poder durante un tercer mandato consecutivo. El partido gobernante CNDD-FDD y la oposición no estaban de acuerdo sobre si el Nkurunziza era elegible para postularse para un tercer período en el cargo. Los aliados de Nkurunziza afirmaron que era elegible para un tercer mandato, ya que su primer mandato se inició después de haber sido elegido por el Parlamento en 2005 en lugar de una votación popular, por lo que no fue incluido en el límite de plazo.
En abril de 2015, el CNDD-FDD nominó a Nkurunziza oficialmente como candidato. La decisión provocó días de protestas y enfrentamientos con la policía en Buyumbura. El gobierno denunció los disturbios y acusó a la oposición de tratar de reavivar la violencia y las tensiones étnicas de la guerra civil.
El 5 de mayo su candidatura fue aprobada por la Corte Constitucional del país. Esta decisión resultó controvertida. A continuación, su vicepresidente dimitió alegando que había sufrido «presiones enormes y amenazas de muerte».
La comisión electoral anunció el 24 de julio de 2015 que Nkurunziza había ganado las elecciones con el 69,41 % de los votos. Agathon Rwasa, líder opositor, se colocó segundo con el 18,99 %, a pesar de llamar a un boicot. El CNDD-FDD describió la reelección de Nkurunziza como una «impresionante victoria» y un «milagro divino».
En marzo de 2012, Pascal Nyabenda fue elegido presidente del CNDD-FDD. Luego, el 20 de agosto de 2016, el general Évariste Ndayishimiye fue elegido secretario general del Partido en el congreso extraordinario que tuvo lugar en Guitega.
En junio de 2020, Nkurunziza murió mientras aún se desempeñaba como presidente de Burundi y fue sucedido por Ndayishimiye. El expresidente del Senado, Révérien Ndikuriyo, de línea dura, fue elegido secretario general del CNDD-FDD en enero.

## Símbolos
La bandera del partido tiene tres franjas verticales de colores rojo, verde claro y blanco. En el centro se encuentra un ave de presa en negro sosteniendo espada cruzada y rama. El partido se apoda «El Partido Águila» o, incluso, «Partido del Águila, la mandioca y la espada», como referencia a su bandera. La rama es de hecho una hoja de yuca (Manihot esculenta).

## Historial electoral

### Elecciones presidenciales
| Elección                                            | Candidato                                           | Votos                                               | %                                                   | Resultado                                           |
| Presidente electo por la Asamblea Nacional y Senado | Presidente electo por la Asamblea Nacional y Senado | Presidente electo por la Asamblea Nacional y Senado | Presidente electo por la Asamblea Nacional y Senado | Presidente electo por la Asamblea Nacional y Senado |
| --------------------------------------------------- | --------------------------------------------------- | --------------------------------------------------- | --------------------------------------------------- | --------------------------------------------------- |
| 2005                                                | Pierre Nkurunziza                                   | 151                                                 | 94.4%                                               | Electo Sí                                           |
| Presidente electo por voto popular                  |                                                     |                                                     |                                                     |                                                     |
| 2010                                                | Pierre Nkurunziza                                   | 2,479,483                                           | 91.62%                                              | Electo Sí                                           |
| 2015                                                | Pierre Nkurunziza                                   | 1,961,510                                           | 69.41%                                              | Electo Sí                                           |
| 2020                                                | Évariste Ndayishimiye                               | 3,082,210                                           | 71.45%                                              | Electo Sí                                           |

### Elecciones a la Asamblea Nacional
| Elección | Líder                | Votos     | %      | Escaños | +/–         | Posición | Resultado    |
| -------- | -------------------- | --------- | ------ | ------- | ----------- | -------- | ------------ |
| 2005     | Hussein Radjabu      | 1,417,800 | 58.55% | 64/118  | Nuevo       | 1ero     | Mayoría      |
| 2010     | Jérémie Ngendakumana | 1,848,023 | 81.19% | 81/106  | 17          | 1ero     | Supermayoría |
| 2015     | Pascal Nyabenda      | 1,721,629 | 60.28% | 86/121  | 5           | 1ero     | Supermayoría |
| 2020     | Pascal Nyabenda      | 3,036,286 | 70.98% | 86/123  | Sin cambios | 1ero     | Supermayoría |

### Elecciones del Senado
| Elección | Líder                | Escaños | +/–         | Posición | Resultado    |
| -------- | -------------------- | ------- | ----------- | -------- | ------------ |
| 2005     | Hussein Radjabu      | 32/49   | Nuevo       | 1ero     | Mayoría      |
| 2010     | Jérémie Ngendakumana | 32/41   | Sin cambios | 1ero     | Supermayoría |
| 2015     | Pascal Nyabenda      | 33/43   | 1           | 1ero     | Supermayoría |
| 2020     | Pascal Nyabenda      | 34/43   | 1           | 1ero     | Supermayoría |